# أرتور باريا
أرتور باريا (بالإسبانية: Arturo Barea) هو كاتب وصحفي إسباني، ولد في 20 سبتمبر 1897 في بطليوس في إسبانيا، وتوفي في 24 ديسمبر 1957 في لندن في المملكة المتحدة.

## وصلات خارجية
- أرتور باريا على موقع IMDb (الإنجليزية)
- أرتور باريا على موقع قاعدة بيانات الفيلم (الإنجليزية)